# 청천난류
청천난류(Clear-air turbulence, CAT)는 기상학에서 구름과 같은 시각적 단서가 없는 기단의 난류 운동으로, 매우 다른 속도로 움직이는 공기가 만날 때 발생한다.
청천난류에 가장 취약한 대기 지역은 대류권계면과 만나는 약 7,000~12,000미터(23,000~39,000피트) 고도의 높은 대류권이다. 여기서 청천난류는 제트류 지역에서 가장 자주 발생한다. 낮은 고도에서는 산맥 근처에서도 발생할 수 있다. 얇은 권운은 청천난류의 가능성이 높다는 것을 나타낼 수도 있다.
청천난류는 항공 여행자의 안락함에, 때로는 안전에 위험을 줄 수 있다.

## 같이 보기
- 항적난기류